# Дорно (провінція Павія)
Дорно (італ. Dorno) — муніципалітет в Італії, у регіоні Ломбардія, провінція Павія.
Дорно розташоване на відстані близько 460 км на північний захід від Рима, 40 км на південний захід від Мілана, 17 км на захід від Павії.
Населення — 4695 осіб (2014).

## Демографія
Населення за роками:

Станом на 1 січня 2023 року в муніципалітеті офіційно проживали 402 іноземці з 30 країн, серед них 142 громадяни країн Євросоюзу та 20 громадян України.

## Сусідні муніципалітети
- Аланья
- Гарласко
- Гропелло-Каїролі
- П'єве-Альбіньола
- Саннаццаро-де'-Бургонді
- Скальдазоле
- Валеджо
- Цинаско